# Румянцев, Никита Иванович
Никита Иванович Румянцев (1906—1940) — лейтенант РККА, участник советско-финской войны, Герой Советского Союза (1940).

## Биография
Родился в 1906 году в селе Милеево (ныне — Хвастовичский район Калужской области). Окончил среднюю школу, совпартшколу и курсы при Брянском лесном институте. В сентябре 1939 года Румянцев был призван на службу в РККА.
После окончания полковой школы участвовал в боях советско-финской войны, будучи командиром взвода 204-го отдельного сапёрного батальона 7-й армии Северо-Западного фронта; 6 февраля 1940 года его взвод успешно проделал проходы во вражеских инженерных заграждениях и подорвал надолбы, что способствовало успешным действиям пехоты. Во время выполнения этого боевого задания Румянцев погиб. Похоронен был на месте боя, в Солдатском.
Указом Президиума Верховного Совета СССР от 21 марта 1940 года за «образцовое выполнение боевых заданий командования на фронте борьбы с финской белогвардейщиной и проявленные при этом отвагу и геройство» лейтенант Никита Румянцев посмертно был удостоен высокого звания Героя Советского Союза. Также посмертно был награждён орденом Ленина.